# Leicarabus parvus
Leicarabus parvus is een keversoort uit de familie Trachypachidae. De wetenschappelijke naam van de soort is voor het eerst geldig gepubliceerd in 1983 door Hong.